# ربیعه، سوریه
ربیعة (به عربی: ربیعة) یک منطقهٔ مسکونی در سوریه است که در شمال لاذقیه در استان لاذقیه واقع شده‌است.

## جمعیت
ربیعة ۱٬۹۸۶ نفر جمعیت دارد.